# MMTV
MMTV je bila slovenska komercialna televizijska postaja, predhodnica POP TV.
Televizija je pričela delovanje kot interna televizija kabelskega ponudnika Ljubljanski kabel podjetja Meglič Telecom Marjana Megliča (MM TV - Marjan Meglič televizija). V začetku 1993 je imel Ljubljanski kabel v svojem kabelskem sistemu 16.000 odjemalcev, konec istega leta pa 20.000.
Imeli od za tiste čase zalo napredno tehniko, kot je CD rekorder, ki se je uporabljal za animacijo in 3D studio za računalniško tridimenzionalno tehniko.
Aprila 1994 je pričela redno oddajanje z oddajnika Krim in s tem postala druga zasebna TV postaja, ki je oddajala preko oddajnika.
V tistem času je bil Meglič Telecom tudi lastnik priljubljenega radia Radio Gama MM.
Od 7. julija 1995 MM TV formalno najprej prenaša program POP TV, potem pa kmalu kot blagovna znamka izgine.